# Yquebeuf
Yquebeuf település Franciaországban, Seine-Maritime megyében. Lakosainak száma 239 fő (2022. január 1.). Yquebeuf Cailly, Critot, Rocquemont, La Rue-Saint-Pierre és Buchy községekkel határos.

## Népesség
A település népessége az elmúlt években az alábbi módon változott:
| Lakosok száma | 252  | 244  | 248  | 238  | 239  | 240  | 240  | 239  | 239  |
|               | 2013 | 2015 | 2016 | 2017 | 2018 | 2019 | 2020 | 2021 | 2022 |